# Ница
Ница (фр. Nice) је лучки град, смештен недалеко од италијанске границе, између Кана и Монака. По подацима из 2006. године број становника у месту је био 347.060.

## Географија
Ница се састоји из три различита дела по физиономији, а донекле и по функцијама. То су: стари део града, Симез (старо римско регионално средиште) и нови део града.
Стари део града карактерише се релативно уским, местимично кривудавим улицама и осталим одликама медитеранских градова (високим кућама саграђеним углавном од камена са карактеристичним дрвеним капцима на прозорима). Источно од старог града и луке, на полуострву Кап-Фера, у густим, вечно зеленим медитеранским шумама, развило су луксузно туристичко насеље Вилфранш са више од 3.000 вила, која се временом територијално спојила са Ницом. Још источније, а опет у заливу, развило се друго туристичко насеље Болије.
Нови део града се простире поред обале, односно дуж једног широког и овалног залива жаловитом обалом. Његову најупадљивију одлику представљају широке авеније декорисане зеленим палмама, разноврсним цвећем и травњацима. Најпривлачнија од свих је надалеко чувено „Енглеско шеталиште“ на коме су редом поређани најелитнији хотели и луксузне виле. Ова улица пружа се 5 km дуж залива, тј. од саме делте Вара. Све остале улице међусобно су паралелне, широке и готово сасвим праве, са знатно новијим, комфорним кућама. Ова четврт прошарана је многим вртовима, дивним парковима. Има велики број цвећара и продавница са сувенирима.

### Клима
Због свог положаја, Ница је једно од најтоплијих места Азурне обале. Најпријатнији месеци за путовање су мај и период од половине септембра до половине октобра. Најкишовитији дани су у фебруару и марту, а од јуна до августа могуће су велике врућине. Зиме су благе и нема мраза, па је зато овај град у 19. веку Енглезима био омиљено место за одмор у току зиме, што данас доказују велики хотели и баште. Блага клима погодна је и за виноградарство.
| Клима (Ница)                | Клима (Ница) | Клима (Ница) | Клима (Ница) | Клима (Ница) | Клима (Ница) | Клима (Ница) | Клима (Ница) | Клима (Ница) | Клима (Ница) | Клима (Ница)  | Клима (Ница)  | Клима (Ница) | Клима (Ница)   |
| Показатељ \ Месец           | .Јан.        | .Феб.        | .Мар.        | .Апр.        | .Мај.        | .Јун.        | .Јул.        | .Авг.        | .Сеп.        | .Окт.         | .Нов.         | .Дец.        | .Год.          |
| --------------------------- | ------------ | ------------ | ------------ | ------------ | ------------ | ------------ | ------------ | ------------ | ------------ | ------------- | ------------- | ------------ | -------------- |
| Апсолутни максимум, °C (°F) | 22,5 (72,5)  | 25,8 (78,4)  | 26,1 (79)    | 26,0 (78,8)  | 30,3 (86,5)  | 36,8 (98,2)  | 36,3 (97,3)  | 37,7 (99,9)  | 33,9 (93)    | 29,9 (85,8)   | 25,4 (77,7)   | 22,0 (71,6)  | 37,7 (99,9)    |
| Средњи максимум, °C (°F)    | 13,1 (55,6)  | 13,4 (56,1)  | 15,2 (59,4)  | 17,0 (62,6)  | 20,7 (69,3)  | 24,3 (75,7)  | 27,3 (81,1)  | 27,7 (81,9)  | 24,6 (76,3)  | 21,0 (69,8)   | 16,6 (61,9)   | 13,8 (56,8)  | 19,6 (67,3)    |
| Просек, °C (°F)             | 9,2 (48,6)   | 9,7 (49,5)   | 11,6 (52,9)  | 13,6 (56,5)  | 17,4 (63,3)  | 20,9 (69,6)  | 23,8 (74,8)  | 24,1 (75,4)  | 21,0 (69,8)  | 17,4 (63,3)   | 12,9 (55,2)   | 10,1 (50,2)  | 16,0 (60,8)    |
| Средњи минимум, °C (°F)     | 5,3 (41,5)   | 5,9 (42,6)   | 7,9 (46,2)   | 10,2 (50,4)  | 14,1 (57,4)  | 17,5 (63,5)  | 20,3 (68,5)  | 20,5 (68,9)  | 17,3 (63,1)  | 13,7 (56,7)   | 9,2 (48,6)    | 6,3 (43,3)   | 12,4 (54,3)    |
| Апсолутни минимум, °C (°F)  | −7,2 (19)    | −5,8 (21,6)  | −5,0 (23)    | 2,9 (37,2)   | 3,7 (38,7)   | 8,1 (46,6)   | 11,7 (53,1)  | 11,4 (52,5)  | 7,6 (45,7)   | 4,2 (39,6)    | 0,1 (32,2)    | −2,7 (27,1)  | −7,2 (19)      |
| Количина падавина, mm (in)  | 69,0 (27,17) | 44,7 (17,6)  | 38,7 (15,24) | 69,3 (27,28) | 44,6 (17,56) | 34,3 (13,5)  | 12,1 (4,76)  | 17,8 (7,01)  | 73,1 (28,78) | 132,8 (52,28) | 103,9 (40,91) | 92,7 (36,5)  | 733,0 (288,58) |
| [ тражи се извор ]          |              |              |              |              |              |              |              |              |              |               |               |              |                |

## Историја
Неоспорно је де је главни град Азурне обале. Ница је предео који је још од најстаријих времена био непрекидно, густо насељен. Доказ су предмети нађени у Грималдијевој пећини и присуство људи још у Палеолиту и Неолиту. Природне погодности ове области користили су Грци, који су своју насеобину назвали Никаеа,, а то име задржали су се и Римљани, који су касније освојили ову регију. У 14. веку Авињон је био духовни центар и цела Прованса је доживела литерарни и уметнички процват. Док је Прованса овим дефинитивно постала француска, будућност Нице је кроз повезаност са савојским војводама доживела обрт. Град је 1793. анектиран од Француске, а 1814. припао је династији Савоја, све док, после масовног протеста народа 1860, коначно није додељен Француској.

## Демографија
| 1945.   | 1954.   | 1962.   | 1968.   | 1975.   | 1982.   | 1990.   | 1999.   | 2006.   | 2011.   |
| ------- | ------- | ------- | ------- | ------- | ------- | ------- | ------- | ------- | ------- |
| 211.165 | 244.400 | 295.000 | 322.422 | 346.600 | 337.085 | 342.439 | 342.738 | 347.060 | 344.064 |

## Фестивали
Разни фестивали и карневали уносе у живот изузетну ведрину, јужњачку присност и топлину. Познати су цветни фестивал односно „Битка цвећем“ први пут одржан 1876, зимски карневал, спектакли са вештачком ватром.

## Партнерски градови
- Соренто
- Картахена де Индијас
- Либрвил
- Сен Дени
- Нетанја
- Нирнберг
- Папете
- Лавал
- Венеција
- Манила
- Гдањск
- Хангџоу
- Кејптаун
- Кунео
- Рио де Жанеиро
- Нумеа
- Аликанте
- Санта Круз де Тенерифе
- Солун
- Единбург
- / Јалта
- La Maddalena

## Срби у Ници
У Ници је, по наводима Делфе Иванић, у време Првог светског рата, било 7 српских малих кафана где се хранио, углавном српски свет. Тада је основано и једно српско женско удружење „L komite de dam Serb“ за чију је председницу изабрана гђа Стана Лозанић (супруга Симе Лозанића), а за потпредседнице Мара Марка Трифковића (суприга Марка Трифковића) и Делфа Иванић. Циљ удружења је било помагање српским сиромашним избеглицама, који су се нашли у туђини, без довољно новца. Продавале су лутке обучене у српске народне ношње, у Ници и у Лиону, а део су слале у Париз и Америку. Организовале су и изложбу слика Пашка Вучетића и др. Канцеларија им је била у једној соби конзулата. У Ници је тада постојао и интернат српске женске деце.

### Српске избеглице у Првом светском рату у Ници
У складу са Уредбом о школовању и васпитању српске школске омладине, крајем августа 1916. године Просветно одељење почело је рад на отварању Српске гимназије у Ници. Гимназија је била предвиђена за ученике ослобођене војне обавезе и оне који су имали више од осамнаест година, тe нису могли да остану у француским школама. Занимљиво је да је интернат Српске гимназије био смештен у неколико зграда, међу којима је била и петоспратна Асторија, један од најлепших хотела у Ници. Будући да су капацитети у Ници били недовољни, а да је временом број ђака бивао све већи, Српска гимназија у Ници закупила је за потребе школовања српских ђака два хотела и две виле у селу удаљеном само неколико километара од Нице у правцу Монте Карла, Болијеу. Упркос свим тешкоћама које су пратиле рад ове две гимназије, матуранти су доста добро савлађивали средњошколски програм и касније уписивали француске универзитете. Ученици српске гимназије у Ници и Болијеу били су снага за обнову послератне Србије.

## Галерија
- Руска православна црква у Ници
- Азурна обала